# Marvin Huffman
Pour les articles homonymes, voir Huffman.
Marvin Huffman, né le 14 mars 1917 à  New Castle dans le comté de Henry, dans l'Indiana, décédé le 15 mai 1983, à Akron, dans l'Ohio, est un joueur américain de basket-ball. Il évolue durant sa carrière au poste d'ailier.

## Palmarès
- Champion NCAA 1940
- Most Outstanding Player 1940